# Who's Back?
Albums de BoA
Only One
(2012) Kiss My Lips
(2015)
Singles
Who's Back? est le huitième album japonais de la chanteuse coréenne BoA, sorti le 3 septembre 2014, 4 ans après son dernier album Identity.

## Chart performance
Who's Back? se plaça au septième rang du classement de ventes d'albums d'Oricon avec 11 656 copies écoulées le premier jour et reste classé 6 semaines, les ventes de l'album atteignent 15 378 copies écoulées.

## Liste des pistes
| 1.  | First Time       |  |
| 2.  | Shout It Out     |  |
| 3.  | Only One         |  |
| 4.  | Fun              |  |
| 5.  | Message          |  |
| 6.  | Woo Weekend      |  |
| 7.  | Milestone        |  |
| 8.  | I see Me         |  |
| 9.  | Masayume Chasing |  |
| 10. | The Shadow       |  |
| 11. | Close to me      |  |
| 12. | Call My Name     |  |
| 13. | Baby you..       |  |
| 14. | Tail of Hope     |  |

| 1.  | First Time (video clip)            |  |
| 2.  | Shout It Out (video clip)          |  |
| 3.  | Only One (video clip)              |  |
| 4.  | Message (video clip)               |  |
| 5.  | Woo Weekend (video clip)           |  |
| 6.  | Milestone (video clip)             |  |
| 7.  | Masayume Chasing (video clip)      |  |
| 8.  | The Shadow (video clip)            |  |
| 9.  | Tail of Hope (video clip)          |  |
| 10. | First Time -Making of + Interview- |  |